# イオン (エウリピデス)
『イオン』（イオーン、希: Ἴων, Iōn、新ラテン語: Ion）は、古代ギリシアのエウリピデスによるギリシア悲劇の1つ。
アテーナイ王エレクテウスの娘クレウーサと、彼女がアポローン（ポイボス）との間にもうけて捨てた子イオーンの奇妙な再会と和解の物語が、デルポイの神託所を舞台に描かれる。
正確な上演年は分かっていないが、紀元前410年代と推定される。

## 日本語訳
- 『ギリシア悲劇全集Ⅲ エウリピデス篇Ⅰ』柳沼重剛訳、人文書院、1960年
- 『ギリシア悲劇Ⅲ エウリピデス（上）』松本克己訳、ちくま文庫、1986年
  - 元版『世界古典文学全集9　エウリピデス』筑摩書房、1965年
- 『ギリシャ悲劇全集Ⅲ エウリーピデース編〔Ⅰ〕』内山敬二郎訳、鼎出版会、1977年
- 『世界文学全集2 ギリシア演劇ほか』中村善也訳、講談社、1978年
- 『ギリシア悲劇全集7 エウリーピデースIII』-「イオーン」松平千秋訳、岩波書店、1991年
- 『エウリピデス 悲劇全集 3』-「イオン」丹下和彦訳、京都大学学術出版会〈西洋古典叢書〉、2014年